# Castell i església del Bullidor
El castell i l'església del Bullidor és un conjunt arquitectònic del Bullidor (Pla d'Urgell) declarat bé cultural d'interès nacional.

## Història
El primer document on apareix el nom de Bullidor és del 1164, quan Guilla, esposa d'Arnau de Formiguera, donà als templers de Barbens les terres que tenia in Barbenz super Bullidor.
A inicis del segle xiv, el Bullidor formava part de la senyoria d'Anglesola, i en el fogatge de 1359 consta sota el domini del castell de Montsonís. A finals del segle xiv, el senyoriu passà a mans de Francesc del Bosc, i a inicis del segle xv, estigué sota el domini del llinatge dels Copons. La família habitava el castell i fou en aquest període en el qual es reformà, segons una inscripció del 1538, i el 1546 construí també la creu de terme de la plaça de l'església de Barbens.
Al segle xvii, la baronia del Bullidor passà a mans dels Massot, que van conservar el títol després de l'abolició de les senyories jurisdiccionals del segle xix.

## Descripció
Del castell de Bullidor queden molt poques restes. Es conserva part de la façana on es troba la porta principal d'arc de mig punt adovellat i una finestra a l'esquerra, de forma rectangular, decorada amb pinacles i una motllura a la part inferior. L'interior està completament buit. El parament és de carreus de pedra regulars.
Adossada al castell apareix l'església de la Nativitat de la Mare de Déu. El temple és de planta rectangular, de 12 metres de llarg per 6 d'ample, tot i que compta amb un afegitó modern a la façana oriental. Els murs de l'església i el campanar estan construïts amb els mateixos carreus regulars que el castell, fins i tot presenten les mateixes marques de picapedrer. Es va emprar pedra irregular en un mur interior que comunica l'església amb el castell.
L'accés a l'església es feia per una petita porta situada a la façana oest. L'altar se situava a la part meridional del temple. Darrere d'aquest hi ha una petita sagristia. El temple era cobert amb volta de canó amb una motllura amb degradació.
Hi ha un petit baptisteri de planta quadrada rematat amb una cúpula. L'interior de la cúpula era policromat, amb falsos nervis pintats de negre. Sota la motllura d'arrencada de la cúpula hi apareixen les restes d'una sanefa pintada amb garlandes blaves. A la teulada, damunt de la cúpula s'hi localitza un petit cimbori de base quadrada.
El campanar, fet amb carreus ben tallats, és de base quadrangular. L'estructura que sostenia la campana és moderna, probablement del segle xix.